# Salvador Rosas Magallón
Salvador Magallón Rosas (Tepic, Nayarit, 9 de agosto de 1916-Tijuana, Baja California, 7 de febrero de 1996) más conocido como Salvador Rosas Magallón, fue un abogado, activista y político mexicano, miembro del Partido Acción Nacional (PAN). Fue un destacado líder político en el estado de Baja California, ocupó el cargo de diputado federal de 1964 a 1967.

## Biografía

### Origen y estudios
Originario del estado de Nayarit, hijo de Salvador Magallón Ramírez, aunque desde temprana edad intercambió el orden de sus apellidos. Contrajo matrimonio con Rosalba Camacho, con quien tuvo seis hijos entre los que esta Rosalba Magallón Camacho, que fue diputada federal y cónyuge de Alejandro González Alcocer, gobernador de Baja California de 1998 a 2001.
Estudió la primaria en la ciudad de Reynosa, Tamaulipas, y a partir de la secundaria en Guadalajara, Jalisco; la preparatoria y la licenciatura las cursó en la Universidad de Guadalajara (UdeG), conflictos ideológicos no le permitieron permanecer en dicha institución, pero terminó sus estudios profesionales en la Universidad Nacional Autónoma de México (UNAM) en donde se tituló como licenciado en Derecho en 1941.
Ejerció como ministerio público en Tlapa, Guerrero en 1942 y en Los Mochis, Sinaloa de 1942 a 1943. A partir de 1945 ejerció de forma particular su profesión, y habiéndose trasladado ese mismo año a residir en Baja California, primero a Mexicali y a partir de 1946 a Tijuana donde años después se distinguió como defensor de los habitantes de las márgenes del río Tijuana, cuyas propiedades fueron expropiadas por el gobierno de Braulio Maldonado Sández, durante su canalización. De esta época data el apodo por el que fue conocido: «el abogado del pueblo».

### Carrera política
Fue miembro del PAN a partir de 1944, y fue consejero estatal en forma contínua desde 1945 hasta 1991, y nacional desde 1949 hasta 1984. En 1953 fue candidato del PAN a diputado al Congreso Constituyente de Baja California, sin lograr la victoria; en las elecciones federales de 1958 fue candidato a diputado federral por el Distrito 1 de Baja California, igualmente sin lograr la victoria que correspondió al candidato del Partido Revolucionario Institucional (PRI) Ricardo Alzalde Arellano.
Tras su actividad como abogado en el caso del río Tijuana, en las elecciones de 1959 es postulado candidato del PAN a gobernador de Baja Calfornia, enfrentando al candidato del PRI Eligio Esquivel Méndez. Los resultados electorales oficiales le dieron la victoria a Equivel, pero el PAN y Rosas Magallón denunciarion un fraude electoral y la represión por el gobierno de Maldonado, que el día de la elección y en los posteriores, detuvo y encarceló a candidatos y simpatizantes del PAN, mientras que otros —como Rosas Magallón— tuvieron que cruzar la frontera para evitar las órdenes de aprehensión; acciones penales de las que finalmente el gobierno de desistió en diciembre de 1960.
De 1962 a 1963 fue presidente estatal del PAN en Baja California. En 1964 fue postulado precandadito del PAN a la presidencia de México, pero la candidatura finalmente recayó en José González Torres; Rosas Magallón en cambio fue postulado por segunda ocasión a diputado federal, en esta ocasión por el Distrito 2 de Baja California elección en la que enfrentó al candidato del PRI Luis Mario Santana Cobián a quien los resultados oficiales y el Colegio Electoral dieron la victoria, aunque nuevamente se denunció un presunto fraude electoral. Sin embargo, fue elegido diputado de partido, figura que por primera vez se elegía en el Congreso mexicano, para la XLVI Legislatura de dicho año al de 1967, y en que la fue vicepresidente de la mesa directiva.
En las elecciones estatales de 1968 fue candidato a diputado local por el Distrito 8, sin ganar la elección; y en las de 1971 fue por segunda ocasión candidato a gobernador, compitiendo con el candidato del PRI Milton Castellanos Everardo, quien resultó ganador del proceso. En 1973 volvió a ser presidente estatal del PAN y en 1976 precandidato a la presidencia, por la que compitió con Pablo Emilio Madero, pero ninguno de los dos logró los votos necesarios para la postulación, y el PAN, en medio de una grave crisis interna, no postuló candidato a la presidencia de México en dichas elecciones. Volvió a enfrentar a Madero por la candidatura del PAN para las elecciones de 1982, para que las que finalmente Madero fue elegido candidato; y nuevamente aspiró a la candidatura en 1988, año en que compitió como Jesús González Schmal y Manuel Clouthier, siendo el último al que fue elegido candidato.
En las mismas elecciones de 1988 fue candidato a senador por Baja California, pero no logró la elección que correspondió a los candidatos del PRI Margarita Ortega Villa y Gustavo Adolfo Almaraz. Después de ello, se retiró la actividad política activa, aunque siguió siendo considerado un líder moral de su partido hasta su fallecimiento el día 7 de febrero de 1996.